# 지네타 G50
지네타 G50(영어: Ginetta G50)은 지네타 카스에서 2008년부터 2014년까지 생산했던 스포츠카이다.